# L'Éruption du Karamako
L'Éruption du Karamako, d'Hergé, est le quatrième album de la série de bande dessinée Jo, Zette et Jocko et suite de Le Manitoba ne répond plus.

## Résumé

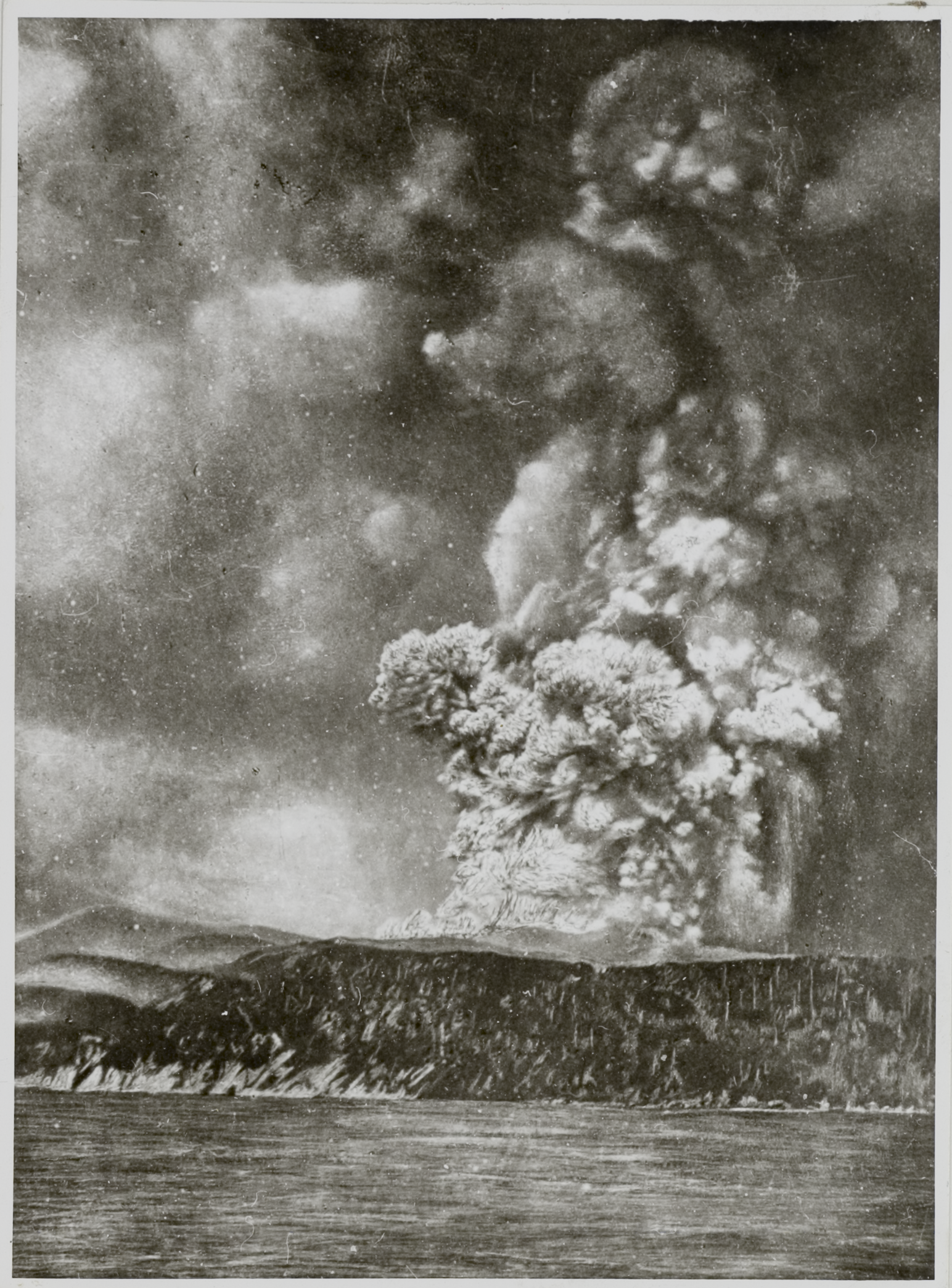
L'éruption du Krakatoa en 1883

Le récit se poursuit au point où l'avait laissé Le Manitoba ne répond plus.
Les pirates continuent de rechercher Jo, Zette et Jocko. Ils finissent par retrouver la trace du char amphibie sur l'île où se sont réfugiés les enfants. Alors qu'ils débarquent, le volcan de l'île entre en éruption. Jo se retrouve séparé de Zette et Jocko qui sont capturés et se réfugient avec les pirates dans le sous-marin. Dans le même temps, Jo est secouru par un avion de reporters de la Metropolis Films, qui filmaient l'éruption. Mais leur appel radio est intercepté par le savant fou et les pirates, et ils utilisent la même technique utilisée pour aborder les paquebots, grâce au rayon "V". Après avoir passé la nuit dans l'hydravion et survécu à une tempête, ils sont presque secourus par un hydravion de l'US Navy, mais Jo est de nouveau capturé et ramené à la base sous-marine. Pendant ce temps, Zette et Jocko échappent aux pirates et se cachent sur l'île.
Le savant va alors essayer de continuer ses expériences. Son projet est de transférer l'âme humaine dans un robot. Il tente une première expérience sur Jo, mais celle-ci échoue lamentablement. A New York, les images recueillies de l'éruption du Karamako sont visionnées par le directeur de la Metropolis Films, qui remarque la présence du char amphibie sur la plage. Des hydravions de l'US Navy sont aussitôt envoyés, et ils réussissent à récupérer Zette et Jocko et à les ramener à New York. Le tank est également embarqué sur un cargo pour être étudié. Alors que Zette est kidnappée par des gangsters demandant une rançon, Jocko part à sa recherche dans New York et la retrouve dans une maison à l'extérieur de la ville. Il met les deux bandits hors d'état de nuire, et Zette les ramène à la police.
M. et Mme Legrand arrivent alors à New York pour retrouver leur fille et Jocko. M. Legrand se met à étudier le char amphibie et propose de tendre un piège aux pirates. Le City of Los Angeles doit effectuer la traversée transatlantique, avec à son bord plusieurs millions de dollars de pierres précieuses. M. Legrand et des marins de la marine américaine s'emparent du sous-marin et s'introduisent dans la base sous-marine. Acculé, le savant brise un hublot de son laboratoire et disparaît emporté par l'eau qui inonde la base. Jo, M. Legrand et deux marins s'échappent par une capsule de sauvetage, peu de temps avant l'explosion de la base. Ils sont tous recueillis sains et saufs, et ramenés à New York où un défilé triomphal les attend. 

### Personnages
- Jo Legrand
- Zette Legrand
- Jocko
- M. et Mme. Legrand
- Le savant fou, chef des pirates
- Bill Sullivan et Jack Stone, gangsters newyorkais

## Fiche technique
- Type : Bande dessinée
- Scénario : Hergé
- Dessins : Hergé
- Éditeur : Casterman
- Lieux : Océan Atlantique,  États-Unis
- Époque : 1936

## Anecdotes
Sur la couverture de l'album, on voit Jo tenant la main de Zette en courant, Hergé reprendra la même composition quelques années plus tard pour l'album Tintin et les Picaros, où cette fois-ci, c'est le capitaine Haddock qui tient l'avant-bras du professeur Tournesol en train de courir.
Dans la première édition prépubliée dans Cœurs vaillants, le volcan, dans ses deux seules mentions (le pilote du l'avion puis le groom de la Metropolis Films) était dénommé Kramatoko.
Les parents de Jo et Zette prennent le paquebot le Normandie pour rejoindre leur fille à New York.
Au cours de l'histoire, les protagonistes croisent la route du ministre de la Marine américain, qui au moment de la prépublication en 1937 correspondrait à Claude A. Swanson.

## Origines

### Pré-publication

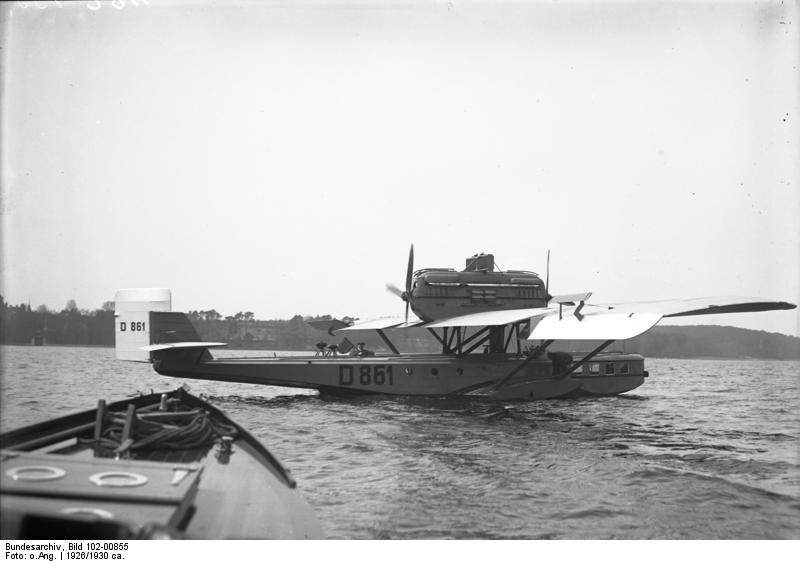
Un Dornier Do J, proche des hydravions américains de l'album.

Le 19 janvier 1936, paraît ainsi dans Cœurs vaillants les premières pages de Le Rayon du mystère (qui deviendra le diptyque Le Manitoba ne répond plus et L'Éruption du Karamako). Les premières pages de l'album actuel sont publiées le 27 septembre 1936 et se clôturent le 20 juin 1937. A partir du 22 octobre 1936 l'histoire est publiée dans le Le Petit Vingtième, dont l'album actuel débute le 1er juillet 1937 et se termine le 10 mars 1938. 
Le nom du volcan en éruption « Karamako » se rapproche du Krakatoa dont l'éruption de 1883 est restée célèbre.
Hergé s'est également inspiré d'éléments contemporains de son époque. Les hydravions américains en configuration push-pull sont semblables au Dornier Do J. Un panneau au bord de la route fait la promotion de l'entreprise de chewing-gums Wrigley existant réellement. Hergé semble avoir écrit et dessiné cet album dans la suite de Tintin en Amérique, où il s'était alors beaucoup appuyé sur un article de Claude Blanchard dans le numéro d'octobre 1930 du Crapouillot, intitulé « L'Amérique et les Américains », qui lui fournit divers éléments comme le gigantisme des gratte-ciel, le grand banditisme à Chicago ou l'automatisation des usines,.
La société de film fictive Metropolis Films peut se rapprocher de deux sociétés ayant existé à peu près à la même époque : la Metropolitan Pictures et la Metro Pictures Corporation.